# Drymusa canhemabae
Drymusa canhemabae is een spinnensoort uit de familie Drymusidae. De soort komt voor in Brazilië.